# Vítor Gonçalves (football, 1944)
Pour les articles homonymes, voir Vítor Gonçalves.
Vítor Gonçalves, de son nom complet Vítor Manuel de Almeida Gonçalves, est un footballeur portugais né le 25 février 1944 à Lisbonne. Il évoluait au poste de milieu.

## Biographie

### En club
Il commence sa carrière en deuxième division portugaise avec l'Atlético CP lors de la saison 1965-1966,,.
Transféré dès la saison suivante au Sporting CP, il évolue pendant près de sept saisons avec les Lions,,.
Vítor Gonçalves est sacré Champion du Portugal en 1970. Il remporte la Coupe du Portugal en 1971,,.
En 1973, il quitte le club pour rejoindre l'União de Tomar. Il raccroche les crampons après une unique saison avec Tomar,.
Il dispute un total de 118 matchs pour 11 buts marqués en première division portugaise,. Au sein des compétitions européennes, il dispute 2 matchs en Coupe des clubs champions pour un but marqué, 3 matchs en Coupe des coupes pour aucun but marqué et 13 matchs en Coupe des villes de foires/Coupe UEFA pour 3 buts marqués.

### En équipe nationale
International portugais, il reçoit deux sélections en équipe du Portugal en 1969 pour le compte des qualifications pour la Coupe du monde 1970.  Le 12 octobre, il dispute un match contre la Roumanie (défaite 0-1 à Bucarest). Le 2 novembre, il joue contre la Suisse (match nul 1-1 à Berne).

## Palmarès
Sporting
| - Championnat du Portugal (1) : - Champion : 1969-70. - Coupe du Portugal (1) : - Vainqueur : 1970-71. - Finaliste : 1969-70 et 1971-72. |  | - Coupe Intertoto (1) : - Vainqueur : 1968. |